# Gymnoscopelus nicholsi
Gymnoscopelus nicholsi är en fiskart som först beskrevs av Gilbert, 1911.  Gymnoscopelus nicholsi ingår i släktet Gymnoscopelus och familjen prickfiskar. Inga underarter finns listade i Catalogue of Life.